# Sigamary Diarra
Sigamary Diarra (Villepinte, Francia, 10 de enero de 1984), futbolista maliense, de origen francés. Juega de volante y su actual equipo es el Valenciennes Football Club de la Ligue 2 de Francia. 

## Selección nacional
Ha sido internacional con la Selección de fútbol de Mali, ha jugado 10 partidos internacionales.

## Clubes
| Club            | País    | Año             |
| --------------- | ------- | --------------- |
| SM Caen         | Francia | 2002-2003       |
| FC Sochaux      | Francia | 2003-2005       |
| Stade Laval     | Francia | 2005-2007       |
| Tours FC        | Francia | 2007-2009       |
| FC Lorient      | Francia | 2009- 2012      |
| AC Ajaccio      | Francia | 2012 - 2014     |
| Valenciennes FC | Francia | 2014 - Presente |